# Том Фоґерті
То́мас Рі́чард «Том» Фо́ґерті (англ. Thomas Richard "Tom" Fogerty; 9 листопада 1941, Берклі, Каліфорнія — 6 вересня 1990, Скотсдейл, Аризона) — американський музикант, один з членів гурту Creedence Clearwater Revival.

## Біографія

### Ранні роки. Creedence Clearwater Revival
Том Фоґерті народився у Каліфорнії 9 листопада 1941. Разом зі своїми братами мешкав у Ель Серріто (передмісті Сан-Франциско). Мати підтримувала Тома у його прагненні займатися музикою, він чудово опанував віолончель та акордеон. Також він добре грав у футбол та мав шанси стати професійним футболістом, однак ще у шкільні роки травмував ногу, внаслідок чого згодом остаточно сконцентрувався на музиці. Музичну кар'єру розпочав наприкінці 1950-х років у групі його власного брата Джона Фоґерті під назвою «Blue Velvets», до складу якої, крім братів Фоґерті, входили також інші майбутні члени «Creedence» — Стю Кук та Дуг Кліффорд. Будучи спочатку непостійним членом групи, Том через деякий час остаточно приєднався до неї як вокаліст, після чого група змінила назву на «Tommy Fogerty & the Blue Velvets». Під цією назвою вони у 1961—1962 випустили три сингли, які залишилися непоміченими. Після заключення контракту з «Fantasy Records» та зміни назви групи на «The Golliwogs» роль Тома у ній значно зросла, він почав виконувати вокальні партії разом з Джоном Фоґерті, крім цього вони разом записали більшу частину синглів у цей період. Але наприкінці існування «The Golliwogs» стало очевидним те, що Джон виявився більш «життєздатним» автором та виконавцем пісень, ніж його брат Том. У 1968 вони почали реалізовувати матеріал вже під назвою «Creedence Clearwater Revival». В цей час лише одна пісня Тома Фоґерті, «Walk on the Water» (записана ще за часів «The Golliwogs» у 1966) з'явилася в альбомі «Creedence».

### Після «Creedence Clearwater Revival»
На початку 1971, після запису п'яти платівок та значної кількості хітових синглів, Том Фоґерті покинув колектив та розпочав сольну кар'єру. У подальші роки він скаржився на те, що його вклад у «Creedence Clearwater Revival» залишився непоміченим — на початку існування гурту, до 1966, коли Том виконував більшу частину вокальних партій, та в період «The Golliwogs», коли він разом з Джоном Фоґерті записав майже весь матеріал. Том Фоґерті уклав угоду з «Fantasy Records» вже як самостійний виконавець, а після запису свого дебютного синглу «Goodbye Media Man» у 1971 увійшов до сотні найкращих музикантів. У 1972 вийшов його перший альбом під назвою «Tom Fogerty», який теж виявився одним з найкращих. У 1973 вийшов альбом «Zephyr National», у записі якого брали участь інші учасники «Creedence» — Стю Кук та Дуг Кліффорд. Сингл з цього альбому, «Joyful Resurrection», був своєрідним «відголоском» «Creedence Clearwater Revival», проте виявився найкращим сольним записом Тома Фоґерті. У 1970—1980-х Том, Стю Кук та Дуг Кліффорд відсторонилися від Джона Фоґерті, коли останній знаходився у стані ворожнечі з «Fantasy Records», на початку 1980-х тріо знову підписало угоду з цією компанією, а Том Фоґерті ще більше віддалився від Джона. Востаннє колишні члени «Creedence» разом виступили на весіллі Тома у 1980.

## Смерть
У 1980 Том Фоґерті заразився ВІЛ під час переливання крові. 6 вересня 1990 музикант помер у лікарні, причина смерті — відмова органів дихання, що виникла внаслідок сухот, безпосередньою причиною яких, в свою чергу, став СНІД.

## Альбоми

### Creedence Clearwater Revival
| Рік  | Назва альбому                |
| ---- | ---------------------------- |
| 1968 | Creedence Clearwater Revival |
| 1969 | Bayou Country                |
| 1969 | Green River                  |
| 1969 | Willy and the Poor Boys      |
| 1970 | Cosmo's Factory              |
| 1970 | Pendulum                     |

### Сольна кар'єра
| Рік  | Назва альбому   | Примітки                      |
| ---- | --------------- | ----------------------------- |
| 1972 | Tom Fogerty     |                               |
| 1972 | Excalibur       |                               |
| 1974 | Zephyr National |                               |
| 1974 | Myopia          |                               |
| 1981 | Deal It Out     |                               |
| 1992 | Sidekicks       | Вийшов після смерті музиканта |

### Інше
| Рік  | Назва альбому                  |
| ---- | ------------------------------ |
|      | The Very Best of Tom Fogerty   |
| 1982 | Tom Fogerty Live in California |